# Claudia Orsini
Pour les articles homonymes, voir Orsini.
Claudia Orsini est une footballeuse française, né le 26 février 1992 à Bastia.
Évoluant au poste de défenseur, elle commence et termine sa carrière professionnelle au Montpellier Hérault Sport Club en 2007.
Claudia Orsini a un seul titre dans sa jeune carrière, obtenu lors du Challenge de France 2009-2010.

## Statistiques et palmarès
Alors qu'elle fait sa première apparition dans le groupe professionnel à seulement 16 ans, elle ne joue qu’occasionnellement dans l'équipe première. Elle remporte cependant le Challenge de France en 2009.
| Saison                | Club                  | Championnat           | Championnat | Championnat | Coupe(s) nationale(s) | Coupe(s) nationale(s) | Compétition(s) continentale(s) | Compétition(s) continentale(s) | Compétition(s) continentale(s) | Total | Total |
| Saison                | Club                  | Division              | M.          | B.          | M.                    | B.                    | Comp.                          | M.                             | B.                             | M.    | B.    |
| 2007-2008             | Montpellier HSC       | Division 1            | 1           | 0           | -                     | -                     | -                              | -                              | -                              | 1     | 0     |
| 2008-2009             | Montpellier HSC       | Division 1            | 2           | 0           | 1                     | 0                     | -                              | -                              | -                              | 3     | 0     |
| 2009-2010             | Montpellier HSC       | Division 1            | 8           | 0           | -                     | -                     | C1                             | 3                              | 0                              | 11    | 0     |
| 2010-2011             | Montpellier HSC       | Division 1            | 9           | 0           | 1                     | 0                     | -                              | -                              | -                              | 10    | 0     |
| 2011-2012             | Montpellier HSC       | Division 1            | 2           | 0           | -                     | -                     | -                              | -                              | -                              | 2     | 0     |
| Total sur la carrière | Total sur la carrière | Total sur la carrière | 22          | 0           | 2                     | 0                     | -                              | 3                              | 0                              | 27    | 0     |